# Maksym Lawrynenko
Maksym Oleksandrowytsch Lawrynenko (ukrainisch Максим Олександрович Лавриненко, englische Transkription: Maksim Lavrinenko; * 26. Oktober 1986) ist ein ukrainischer Billardspieler aus Saporischschja, der in der Billardvariante Russisches Billard antritt.
Er wurde 2018 ukrainischer Meister in der Disziplin Freie Pyramide.

## Karriere
Im Februar 2007 gab Maksym Lawrynenko sein Europacupdebüt und gelangte bei dem Turnier in Minsk in die Runde der letzten 64. Wenig später erreichte er beim ukrainischen Unabhängigkeitspokal, seinem zweiten Europacupturnier, das Achtelfinale. Ende des Jahres folgten seine bislang einzigen beiden Weltmeisterschaftsteilnahmen. Während er bei der Dynamische-Pyramide-WM nach Siegen gegen Igor Melnik und Aljaksandr Kaszjukawez ins Achtelfinale einzog, in dem er Pawel Kusmin mit 5:7 unterlag, gewann er in der Freien Pyramide nach einer Auftaktniederlage lediglich ein Spiel und schied in der Runde der letzten 32 gegen Aleh Retschyz aus.
In den folgenden Jahren nahm Lawrynenko nur vereinzelt an Turnieren teil. So erreichte er im ukrainischen Pokal 2012 ein Achtelfinale und 2013 gewann er bei der ukrainischen Meisterschaft in der Kombinierten Pyramide seine erste Medaille, als er unter anderem Jewhen Talow besiegte und im Halbfinale gegen Artem Dazenko verlor.
2017 schied Lawrynenko bei drei Turnieren frühzeitig aus, bei der ukrainischen Kombinierte-Pyramide-Meisterschaft, beim Cluster Cup und bei den UBA Open. Auch in das Jahr 2018 startete er mit einem Vorrundenaus, diesmal bei der nationalen Meisterschaft im Triathlon der Disziplinen Freie Pyramide, Dynamische Pyramide und Kombinierte Pyramide. Im September 2018 erzielte er seinen bis dahin größten Erfolg, als er bei der ukrainischen Meisterschaft in der Freien Pyramide unter anderem durch Siege gegen Wolodymyr Perkun und Illja Nepejpiwo ins Finale einzog, in dem er sich gegen Dmytro Lebid mit 7:5 durchsetzte und ukrainischer Meister wurde. Wenig später folgte beim Savvidi Cup eine Erstrundenniederlage gegen den Russen Sergei Mansurow.
Nach einer einjährigen Pause nahm Lawrynenko 2020 wieder an zwei Turnieren teil, schied jedoch sowohl beim Star-Turnier in Kiew, als auch beim UBA-Superfinale sieglos in der Vorrunde aus.

## Erfolge
| Ergebnis | Jahr | Turnier                              | Finalgegner  | Endstand |
| -------- | ---- | ------------------------------------ | ------------ | -------- |
| Sieger   | 2018 | Ukrainische Meisterschaft (Fr. Pyr.) | Dmytro Lebid | 7:5      |